# Exorista salmantica
Exorista salmantica là một loài ruồi trong họ Tachinidae.